# Trio Bulgarka
Il Trio Bulgarka è un gruppo vocale bulgaro formato da Stoyanka Boneva, Yanka Rupkina ed Eva Georgieva, conosciuto anche con il nome Three Golden Coins. Le differenti caratteristiche vocali delle tre cantanti, originarie di diverse regioni bulgare, rendono il sound del gruppo unico e riconoscibile.
Nel 1975 il trio acquisisce fama internazionale per il contributo alla realizzazione dell'album di world music Balkana: The music of Bulgaria. Nel 1988 incide il suo album più conosciuto, The Forest Is Crying.
Collabora con Kate Bush, prima nel 1989 per la realizzazione dell'album The Sensual World (cori nelle canzoni Deeper Understanding, Never Be Mine e Rocket's Tail), quindi nel 1993 per l'album The Red Shoes (canzoni You're the One, The Song of Solomon e Why Should I Love You?, nella quale appare anche Prince).
Il trio si è esibito in Italia in un'unica data, il 25 agosto 1990 a Lucca.

## Discografia
- The Forest Is Crying (Lament For Indje Voivode) (1988)
- Bulgarka Folk Trio (1989)
- Bulgarka Vocal Trio (1990)